# Hayley Westenra
Hayley Dee Westenra (Christchurch, 10 de abril de 1987) é uma soprano da Nova Zelândia de ascendência irlandesa. Seu primeiro álbum denominado Pure alcançou o primeiro lugar nas paradas musicais, categoria clássico, no Reino Unido em 2003 e vendeu mais de 2 milhões de cópias.
Ela canta música celta, contemporânea e erudita e já participou de grandes duetos, inclusive com Andrea Bocelli e com José Carreras.
Em agosto de 2006, Hayley integrou o grupo irlandês Celtic Woman para a gravação do álbum Celtic Woman: A New Journey e também participou da turnê 2007 de Celtic Woman nos Estados Unidos alternando datas de shows com Méav. A turnê teve a duração de 4 meses e terminou em 29 de junho de 2007.
Hayley é a segunda mais jovem embaixadora da UNICEF e contribui com vários projetos sociais no mundo.

## Biografia
Hayley nasceu em Christchurch, Nova Zelândia e tem ascendência holandesa e irlandesa. Seus pais, Jill e Gerald Westenra tem mais dois filhos, Isaac e Sophia Westenra. Sua família é conhecida por ter talento musical. A avó de Hayley, Shirley Ireland era cantora e seu avô era um pianista.
Ela começou a cantar quando tinha apenas seis anos de idade quando ela foi escolhida para o papel principal do musical de natal em sua escola. Após o show, uma professora que havia ouvido Hayley cantar, foi falar com seus pais e disse que sua filha tinha um "tom perfeito". a professora encorajou Hayley a aprender a cantar e a tocar um instrumento. hayley aprendeu a ler música e a tocar violino, piano, violão e flauta. Ela começou depois a ter aulas de canto e descobriu sua paixão pelo teatro musical. Aos 11 anos, ela já havia cantado em palcos mais de 40 vezes.

## Sucesso internacional
Os discos de Hayley foram um sucesso na Nova Zelândia, mas ela não era muito conhecida internacionalmente até assinar um contrato com a gravadora Decca Records e gravar o álbum Pure, um disco de músicas clássicas, pop e também em Maori. A presidente da gravadora Decca na Inglaterra também se impressionou com sua voz, dizendo que ela foi "cativada pela beleza e expressão de sua voz". Pure foi um sucesso: tornou-se o álbum clássico mais vendido na estréia da história do Reino Unido com 19,068 cópias vendidas somente na primeira semana de vendas e rapidamente alcançou o 1º lugar nas paradas britânicas e alcançou o 8º lugar na UK Pop Chart. Mais de 2 milhoẽs de cópias foram vendidas até hoje. Na Nova Zelândia, Pure recebeu 12 discos de platina, tornando-a a artista que mais vendeu álbuns na história do país, independente do gênero.
O sucesso de Pure fez a gravadora Decca a levar Hayley a sério. Um pouco de sua imagem hoje pode ser atribuida a forma como a Decca a promoveu. Apesar de o público de música clássica ser formado, principalmente, por mulheres adultas, Decca também a promoveu entre crianças e adolescentes. Em 24 de agosto de 2003, Hayley cantou com o tenor José Carreras e com Bryn Terfel para 10,000 pessoas no festival de Faenol no País de Gales.